# 유주자
유주자(遊走子, zoospore)는 편모를 써서 이동하는 습한 환경의 포자이다. 유주자는 수성 또는 습한 환경에서 이동을 위해 편모를 사용하는 운동성 무성 포자이다. 이 포자는 일부 원생생물, 박테리아, 곰팡이에 의해 생성되어 스스로 번식한다. 양서류에서 높은 사망률을 초래하는 곰팡이 유주자인 항아리곰팡이(Batrachochytrium dendrobatidis)와 같은 특정 유주포자는 감염성과 전염성이 있다.

## 같이 보기
- 정자 (생물학)
- 조이드 (생물학)
- 속씨식물
- 양치류